# Ace of Base
Ace of Base – szwedzka grupa muzyczna, grająca pop, pochodząca z Göteborga. Pierwszymi członkami zespołu byli: Ulf Ekberg (Buddha) oraz rodzeństwo Linn Berggren, Jonas Berggren (pseudonim: Joker) i Jenny Berggren.
Zespół zadebiutował albumem Happy Nation w 1992 roku – nagranie okazało się dużym sukcesem komercyjnym: sprzedało się w nakładzie ponad 30 milionów egzemplarzy na całym świecie, oraz uzyskało dziewięciokrotną platynę w Stanach Zjednoczonych. Dwa single z albumu: „All That She Wants” i „The Sign” uplasowały się na 1. miejscach list przebojów w wielu krajach. Po odejściu z zespołu Linn Berggren w 2007, zespół udał się na trasę koncertową po Europie i Azji. W 2010 zespół powrócił z singlem „All for You”, który jest pierwszym utworem z ich albumu The Golden Ratio. W 2015 grupa Ace of Base w oryginalnym składzie wydała album z wcześniej niepublikowanymi utworami pt. Hidden Gems.

## Historia

### Zawiązanie zespołu
W 1987, po kilku latach spędzonych w zespole związanym z nową falą, grającym covery znanych utworów, G Konrad, Jonas Berggren stworzył amatorski zespół wraz z Johnnym Lindénem i Niklasem Tränk; do zespołu po kilku miesiącach dołączyły siostry Jonasa, wokalistki Linn i Jenny. Zespół w początkowej fazie działalności miał kilka nazw – Kalinin Prospect (ulica w Moskwie); CAD (Computer-Aided Disco) i Tech-Noir (francuska nazwa określenia czarna technologia; nazwa pochodzi od klubu nocnego z filmu Terminator). Formacja dawała koncerty w klubach w całej Szwecji, prezentując własny materiał, zainspirowany twórczością takich artystów jak The KLF i Snap!.
Lindén opuścił zespół w 1989. Tränk został wyrzucony z zespołu po tym, jak nie pojawił się na koncercie zespołu w Bältesspännarparken 6 sierpnia 1990, gdyż udał się na występ The Rolling Stones po drugiej stronie miasta. Jonas poprosił swojego przyjaciela Ulfa Ekberga, o przystąpienie do zespołu. Grupa zaczęła myśleć nad nową nazwą formacji; Linn powiedziała „nikt nie będzie w stanie przeliterować nazwy naszego zespołu i nikt nie będzie umiał jej zapamiętać”. Grupę nazwano Ace of Base, gdyż członkowie zespołu sami siebie nazywali „mistrzami studia” (ang. masters of their studio), którym był stary garaż należący do serwisu naprawczego.
Zespołowi nie udawało się zaistnieć na lokalnej scenie, gdyż zdaniem Jenny ich rodzinne miasto preferowało muzykę zbliżoną do heavy metalu, a nie do techno. W 1991 John Ballard umieścił w jednej ze szwedzkich gazet ogłoszenie w sprawie naboru talentów; Ace of Base udali się na casting. Z relacji członków zespołu wiadomo, że Ballard nie był pewien co do potencjału zespołu, jednak umówił muzyków na spotkanie z Klasem Lunding z wytwórni płytowej Telegram Records, który później pomógł formacji nagrać demo piosenki „Wheel of Fortune”. Nagranie nie spowodowało jednak podpisania kontraktu z Telegram Records. Ostatecznie niedokończone i niedopracowane demo zostało sprzedane za niewielką sumę niezależnej duńskiej wytwórni Mega Records w marcu 1992. „Wheel of Fortune” został nagrany ponownie i wydany jako singel w Danii w maju, nie uplasował się jednak na listach przebojów. Nagrano amatorskie, niskobudżetowe wideo, którego reżyserem był Viking Nielsson. We wrześniu, po dwóch nieudanych próbach, singel wszedł na listy przebojów.

### Międzynarodowy sukces (1993–1994)
Piosenka była jednym z utworów, które pomogły Ace of Base odnieść ogólnoświatowy sukces i uznanie. Po wysłuchaniu utworu „Another Mother” autorstwa Kayo Shekoni (znalazł się w czołowej dwudziestce notowań w Szwecji), zespół zdał sobie sprawę z tego, że zamierza tworzyć podobną muzykę. Zespół skontaktował się z producentem muzycznym, Denniz Pop, i wysłał mu nagranie demo zatytułowane „Mr Ace”. Anegdota mówi, że kaseta zaklinowała się w samochodowym odtwarzaczu producenta, przez co zmuszony był słuchać utworu kilkadziesiąt razy z rzędu. Piosenkę ostatecznie wydano jako singel pod nazwą „All That She Wants” – utwór stał się w późniejszym okresie symbolem brzmienia grupy. Wydana w październiku 1992, w szybkim tempie uplasowała się na 1. miejscu duńskiej listy przebojów. Wytwórnia Mega Records postanowiła skorzystać z rosnącej popularności zespołu i w celu wydania albumu studyjnego w okresie Świąt Bożego Narodzenia zaproponowała formacji kontrakt. Album został nagrany, wyprodukowany i wydany w ciągu kilku tygodni.
Happy Nation, którego wydanie poprzedziła emisja singla o tym samym tytule, stał się hitem w Danii i stopniowo osiągał 1. miejsca list przebojów w Europie. Zespół zamierzał podpisać kontrakt z PolyGram (później Universal Music Group) na wydanie albumu na całym świecie, wytwórnia jednak odrzuciła propozycję wydania płyty w Stanach Zjednoczonych. W ciągu kilku miesięcy „All That She Wants” osiągnął 3. miejsce na listach przebojów w Szwecji, a także przez 8 tygodni przewodził listom w Niemczech. Utwór „The Sign” został wykorzystany w jednym z odcinków serialu South Park, „Prehistoric Ice Man” (emitowany w 1999).
Zespół był w 1993 powodem kontrowersji – 27 marca 1993 szwedzki magazyn „Expressen” napisał, że Ekberg w młodości był członkiem formacji Commit Suicide, śpiewającej teksty o podłożu rasistowskim i neonazistowskim. Muzyk był również członkiem skrajnie prawicowej partii Sverigedemokraterna. Ulf potwierdził informacje zawarte w artykule, zaprzeczył jednak informacji o swoim zamiłowaniu do rasizmu. W filmie dokumentalnym opowiadającym o historii Ace of Base Our Story (1997) Ekberg powiedział:

Mówiłem wszystkim, że żałuję tego, co zrobiłem. Zamknąłem ten rozdział swojego życia. Nie chcę nawet o tym rozmawiać, to dla mnie w ogóle nie istnieje. Zamknąłem to i wyrzuciłem za siebie. Nauczyłem się z tego okresu bardzo dużo. Jestem teraz kimś innym. Innym człowiekiem.

Pogłoski nie przeszkodziły zespołowi w dalszej karierze. Formacja w kwietniu 1993 wystąpiła w Tel Awiwie obok takich wykonawców jak: Inner Circle i Dr. Alban. Liczbę widzów oszacowano na 55 000, co jest rekordem w historii formacji.
Przez trzy tygodnie maja „All That She Wants” zajmował 1. miejsce na liście przebojów w Wielkiej Brytanii. Pomimo starań wytwórni Mega Records, by wydać album w Stanach Zjednoczonych, zespół nie wyrażał zgody na występy w USA. Ostatecznie jednak singel został wydany w USA pod koniec 1993 za pośrednictwem Arista Records i uplasował się na 2. miejscu listy czasopisma „Billboard” Hot 100.
W celu „odświeżenia” materiału w celu wydania go w USA, założyciel i szef Arista Records, Clive Davis, nalegał na nagranie kilku nowych utworów. Nagrano kilka piosenek, m.in. „The Sign”, od którego pochodzi nazwa amerykańskiej wersji płyty i który był drugim singlem wydanym w USA. Singel spędził 6 tygodni na 1. miejscu listy „Billboard” Hot 100 i został najlepiej sprzedającym się singlem w 1994. Nagranie uplasowało się również na 2.miejscu w Wielkiej Brytanii i Szwecji, a także na 1. w Niemczech. Album został wydany ponownie przez PolyGram pod nazwą Happy Nation (US Version).
Z albumu pochodzą dwa pozostałe single – „Living in Danger” i „Don’t Turn Around”, cover utworu autorstwa Diane Warren. Drugi utwór został pierwotnie wydany przez Tinę Turner, a następnie przez zespół Aswad (piosenka osiągnęła 1. miejsce listy przebojów w Wielkiej Brytanii). Nagranie nowej wersji zostało zasugerowane przez Davisa; utwór okazał się kolejnym hitem z płyty. Happy Nation okazał się dużym ogólnoświatowym sukcesem komercyjnym.

### The BridgeiFlowers/Cruel Summer(1995–1998)
Zespół, porównywany swoim potencjałem do ABBA, udał się w niemal dwuletnią trasę koncertową i zorganizował zakrojoną na międzynarodową skalę akcję promującą Happy Nation. W kwietniu 1994 chora psychicznie niemiecka fanka zespołu, Manuela Behrendt, wtargnęła do domu Berggrenów mając przy sobie nóż. Krótko po incydencie zespół podpisał kontrakt z firmą ochroniarską. Zespół zmuszony był bezzwłocznie zacząć pracować nad kolejnym albumem z powodu ponagleń ze strony zakontraktowanych z grupą wytwórni muzycznych na całym świecie. Wyjątkowo w procesie pisania materiału na album i produkcji uczestniczyli wszyscy członkowie zespołu w niemal równym stopniu (na poprzednim i na kolejnych albumach zajmują się tym Jonas i Ulf).
Ostatecznie napisanych zostało 17 utworów, które zostały umieszczone na drugim albumie studyjnym grupy, The Bridge. Album zaakcentował zmianę brzmienia zespołu – usunięte zostały nurty reggae i muzyki klubowej, które uczyniły z grupy gwiazdy muzyki pop. Pierwszy singel z płyty, „Lucky Love”, tuż po swojej emisji w październiku 1995, uplasował się n1 1. miejscu list przebojów w Szwecji, 13. w Niemczech i 20. w Wielkiej Brytanii; Arista Records zdecydowała, że singel nie jest odpowiedni na amerykański rynek fonograficzny; zamiast „Lucky Love” wydany został „Beautiful Life”, który uplasował się na 15. miejscu zarówno w USA, jak i Wielkiej Brytanii. The Bridge zdobył status platynowej i sprzedał się w nakładzie ponad 6 milionów egzemplarzy, jednak sukces Happy Nation okazał się niemożliwy do powtórzenia. W lutym 1996 zespół zagrał na festiwalu w Viña del Mar obok takich wykonawców jak 2 Unlimited.
Następnie zespół zniknął ze sceny na ponad pół roku, pojawiając się w lipcu 1997 na koncercie z okazji 20. urodzin Księżnej Wiktorii. Zespół dostał pełną dowolność zarówno w sferze czasu, jak i tematu ich trzeciego albumu; większość materiału została nagrana w prywatnym studiu Jonasa „The Barn”. Tuż po wydaniu Flowers w czerwcu 1998 zespół stwierdził, że jest to ich najlepszy dotychczas wydany album. Tytuł jest wywołany faktem, że zespół wierzył, że materiał zawarty na albumie (zainspirowany muzyką gospel) komponuje się idealnie jak bukiet kwiatów. Fani zespołu byli zdziwieni faktem, że funkcję dominującej wokalistki przejęła Jenny; dodatkowo Linn nie znalazła się na wielu promocyjnych fotografiach. Niechęć Linn do bycia liderem i główną wokalistką grupy była tłumaczona uszkodzeniem głosu, obawą przed lataniem samolotem i znienawidzeniem sławy.
Pierwszy singel, „Life Is a Flower”, został najczęściej nadawanym w europejskich rozgłośniach radiowych utworem roku 1998 i sprzedał się w samej Wielkiej Brytanii w nakładzie ponad 250 000 kopii, a także uplasował się na 5. miejscu miejscowych list przebojów. Drugim singlem został „Cruel Summer”, wydany przez wytwórnię London Records; wytwórnia stwierdziła, że „Life Is a Flower” jest „zbyt europejski z natury”. Clive Davis postanowił wydać singel „Cruel Summer” w USA, co poskutkowało pojawieniem się Ace of Base w pierwszej 10. notowań po czteroletniej przerwie. W USA wydano nieco zmienioną wersję albumu pod nazwą Cruel Summer (zmieniony spis utworów). Davis poprosił Linn o nagranie utworu „Everytime It Rains”, zaś „Life Is a Flower” został nagrany ponownie i wydany pod nazwą „Whenever You’re Near Me” – utwór ten został drugim singlem, osiągnął jednak jedynie 76. miejsce. „Always Have, Always Will” i „Travel to Romantis” zostały wydane w Europie i uplasowały się na listach przebojów m.in. w państwach skandynawskich. „Everytime It Rains” został wydany jedynie w Wielkiej Brytanii, podobnie jak reedycja Flowers.

### Singles of the 90siGreatest Hits(1999–2000)
W listopadzie 1999 zespół wydał kompilację szesnastu singli pt. Singles of the 90s. Pierwszy z nich, C’est la vie (Always 21), uplasował się na 1. miejscu listy przebojów w Hiszpanii. Z nadzieją na podobny sukces, zespół wydał singel „Hallo Hallo” jedynie na rynek hiszpański. Ostatnim singlem promocyjnym pochodzącym z Singles of the 90s był „Love in December” (był nadawany jedynie w radiu). „Everytime It Rains”, wydany wcześniej na Cruel Summer, został wydany jako singel jedynie w Stanach Zjednoczonych w formie remixu autorstwa Clive’a Davisa w celu promocji kompilacji hitów Greatest Hits na rynku amerykańskim; singel nie pojawił się na żadnej z list przebojów i sprzedał się w nakładzie mniejszym niż 5000 w ciągu pierwszego tygodnia od wydania. Album zakończył kontrakt z Arista Records, który nie został przedłużony. „Hallo Hallo” był w planach jako pierwszy singel z amerykańskiego wydania kompilacji, w ostatecznym rozrachunku nie został jednak w ogóle umieszczony na albumie. „C’est la vie (Always 21)” był jedynym utworem bonusowym dołączonym do wersji wydanej w USA. Do kompilacji dołączono dwa remixy utworów: „Lucky Love” i „Beautiful Life”.

### Nowe tysiąclecie iDa Capo(2002–2003)
Ace of Base wydał swój czwarty album studyjny zatytułowany Da Capo 30 września 2002 w Europie i w Japonii (za pośrednictwem EMI Music Japan) z alternatywną wersją okładką i trzema bonusowymi utworami. Album pierwotnie zawierał 12 utworów, zaś datę jego wydania zaplanowano na lato 2000; datę wydania wielokrotnie przekładano z uwagi na nieporozumienia z wytwórniami muzycznymi. Tytuł płyty pochodzi od zwrotu Da capo al fine, który oznacza „od nowa od początku”. Album był próbą powrotu zespołu do ich brzmienia z wczesnego okresu ich kariery.
Pomimo tego, że album pojawił się na listach przebojów w wielu europejskich krajach, nie okazał się sukcesem komercyjnym w podobnym stopniu, jak jego poprzednicy. Jedynie Jenny i Ulf wyruszyli w krótką trasę promocyjną obejmującą Szwecję, Danię, Norwegię, Finlandię, Niemcy, Polskę i Austrię; Jonas został w domu w celu opieki nad dzieckiem, Linn pojawiła się jedynie na jednym koncercie w Niemczech. Album nie został wydany w obu Amerykach i Australii, zaś w Wielkiej Brytanii został wydany nieoficjalnie przez wytwórnię Polydor Records, która uważała, że brzmienie Ace of Base „przedawniło się”.
Pierwszym singlem pochodzącym z Da Capo był „Beautiful Morning”, który uplasował się na 14. miejscu list przebojów w Szwecji i 38. w Niemczech. Drugim singlem był „The Juvenile” – utwór uplasował się na 78. miejscu list w Niemczech oraz został wykorzystany w kampanii świątecznej przez niemiecką stację telewizyjną RTL; był tzw. „zgubionym utworem” – został napisany w 1995 na potrzeby filmu GoldenEye. Zakontraktowana z zespołem wówczas wytwórnia Arista Records zdecydowała się nie wydawać utworu, przez co nie został on w filmie użyty. Zamiast tego w filmie wykorzystany został utwór „GoldenEye” śpiewany przez Tinę Turner.
W Skandynawii wydany został za pośrednictwem Mega Records jeszcze jeden singel – utwór otwierający płytę, „Unspeakable”. Z powodu małej popularności singla w zasadzie nie przeprowadzono jego promocji.

### Zawieszenie działalności zespołu (2003–2006)
Zespół nie był pokazywany w mediach w 2003 i 2004. Jenny wydała swój solowy album i wyruszyła w europejską trasę koncertową, a także dołączyła do zespołu Arose wraz ze swoim mężem Jakobem Pétrenem.
Pod koniec 2005 zespół zagrał koncert na belgijskim festiwalu Night of the Proms obok takich wykonawców jak Donna Summer; grupa zagrała swoje największe hity, m.in. „All That She Wants” i „The Sign”. Następnie zespół powrócił do Szwecji i zaczął prace nad swoim piątym albumem studyjnym.

### Powrót do mediów i trasa koncertowa (od 2007)

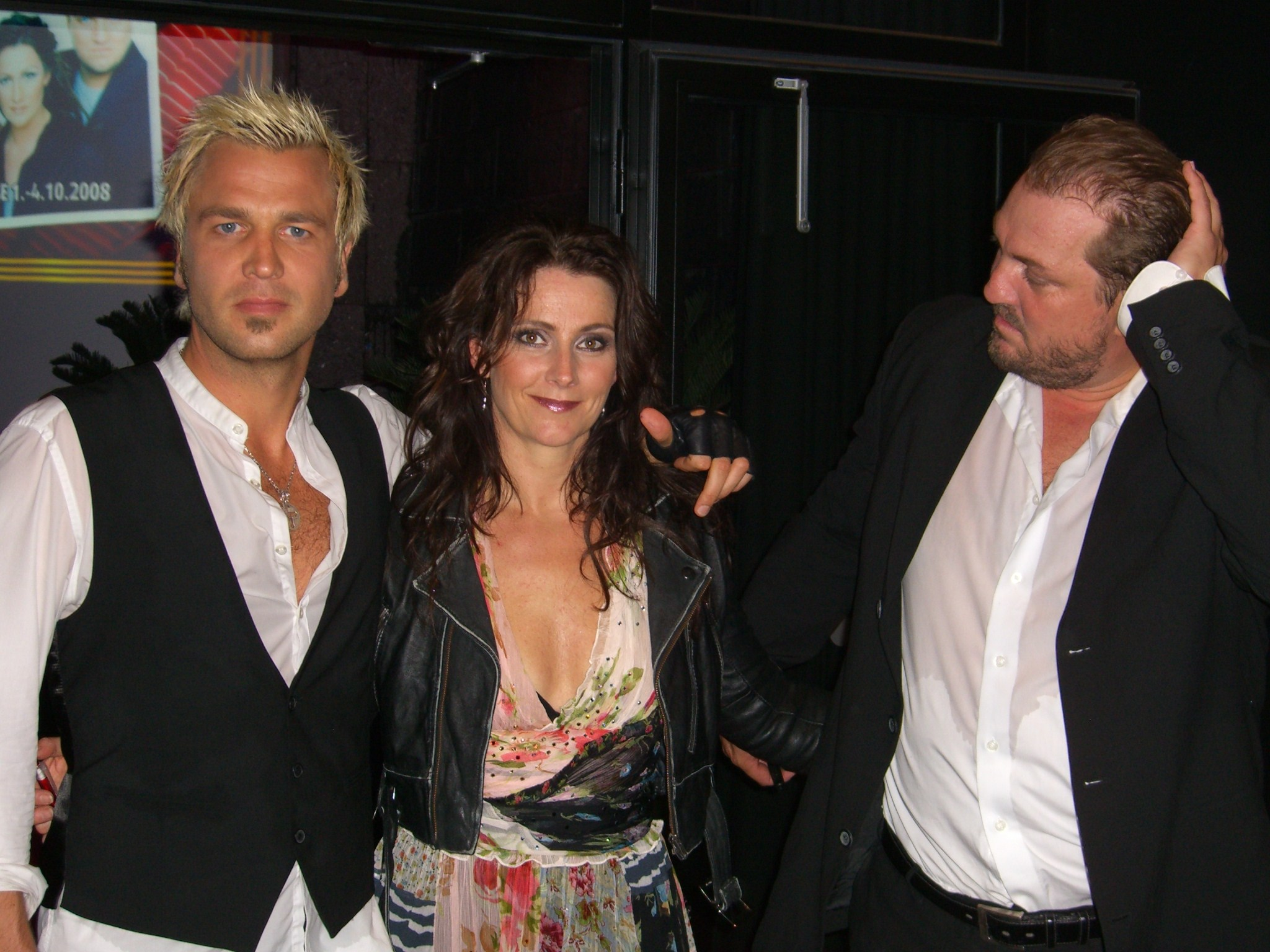
Ace of Base w Vantaa w Finlandii (2008)

14 sierpnia 2007 rzecznik zespołu, Lasse Karlsson, poinformował o tym, że zespół zagra swój pierwszy od 1996 koncert w Bangalore w Indiach 24 listopada 2007. Występ został anulowany, jednak formacja wystąpiła w takich miastach jak Jekaterynburg (15 listopada 2007) i Petersburg (17 listopada). Formacja wystąpiła również w Danii, Estonii i na Litwie; seria koncertów była wstępem do ogólnoświatowej trasy koncertowej zapowiedzianej na 2008. Spis utworów na koncerty zawierał utwory szczególnie z pierwszych dwóch albumów grupy, a także remix piosenki „Wheel of Fortune”.
Ekberg w wywiadzie udzielonym 28 listopada 2007 potwierdził, iż Linn Berggren nie jest już oficjalnie członkiem zespołu i nie zostanie zaangażowana do pisania materiału na nowy album. Grupa koncertowała bez Linn właściwie już od 1999. Jenny potwierdziła odejście Linn z zespołu w wywiadzie udzielonym duńskiej prasie: "Ona nie jest częścią Ace of Base już od kilku lat". Po odejściu z grupy Linn zapowiedziała skupienie się na studiach i rodzinie. Jej odejście odbiło się na brzmieniu grupy – głos Linn, uznawany przez fanów za mocniejszy i przyjemniejszy dla ucha niż głos Jenny, był jednym z czynników, dzięki którym zespół odniósł sukces komercyjny w pierwszej połowie lat 90.
Zespół zaczął planować wydanie swojego piątego albumu studyjnego już w październiku 2004, po zakończeniu krótkiej trasy koncertowej promujące album Da Capo; pierwszą wstępna datą wydania płyty było lato 2005. Data wydania została przełożona z powodu ślubu Jenny i problemami z kontraktami z wytwórniami muzycznymi. Zespół rozpoczął nagrana albumu 4 listopada 2007, po oficjalnym odejściu Linn.
14 grudnia 2007 Jonas Berggren na spotkaniu z fanami po koncercie na Litwie oznajmił, że zespół pracuje ze słynnymi amerykańskimi producentami, nie ujawnił jednak nazwisk. Susanna Safsund i Linnea Deb, wokalistki wspomagające zespół w trasie, będą dodawały wokal wspierający na nowym albumie.
4 kwietnia 2008 umieszczone zostały (w serwisie UnitedStage.se) promocyjne fotografie zespołu. 10 kwietnia uruchomiono nową stronę internetową formacji. Wiosną 2008 zespół poinformował, że ich nowym menadżerem jest Orlando John z korporacji Urbania Group, który wcześniej towarzyszył zespołowi w podróżach po Azji, Europie Wschodniej i Afryce.
W czasie koncertu na festiwalu Rock Under Broen (Dania) 14 czerwca 2008 zespół zagrał nową piosenkę pt. „Sparks from a Fire”. Niewiadomym jest, czy utwór pojawi się na nowej płycie Ace of Base.
12 listopada 2008 wydano składankę hitów i teledysków – Greatest Hits, Classic Remixes and Music Videos. Box składa się z trzech płyt: CD z utworami, drugiej CD z remixami i DVD z teledyskami. Do zestawu dołączona jest specjalna poligrafia i fotografie członków grupy. Cztery utwory nagrano w nieco zmienionej wersji – „Wheel of Fortune 2009”, „Lucky Love 2009” i „Don’t Turn Around 2009”; do japońskiej wersji składanki dołączono piosenkę „The Sign – Freedom Bunch Mix”. „Wheel of Fortune 2009” został wydany jako singel 24 października 2008 jako pierwszy singel ze składanki.
Obecnie zespół pracuje nad nowym albumem wraz z producentem (Peer Åström). W dalszym ciągu jednak zespół nie ma podpisanego kontraktu z oficjalną wytwórnią muzyczną.
Zespół obecnie jest w trakcie trasy koncertowej. Zespół ma za sobą występ na festiwalu Smukfest w Skanderborgu w Danii. Wiosną 2009 grupa rozpoczęła amerykański etap trasy.

### Powrót w nowym składzie i The Golden Ratio (2010–2014)

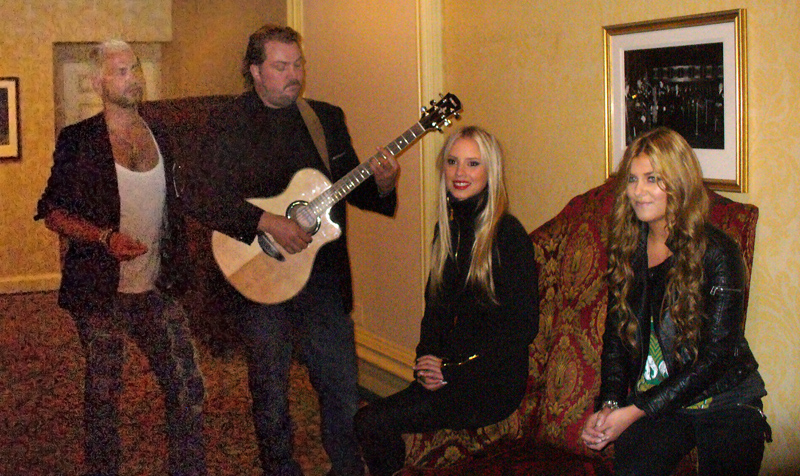
Ace Of Base Toronto (2010)

10 września ukazał się nowy singel nowego składu Ace of Base zatytułowany „All for you”. Pełny album wydano 24 września 2010 pod tytułem The Golden ratio. Pierwszego solowego singla wydała była wokalistka tej grupy Jenny Berggren, nosi on tytuł „Here I am”.
W 2012 z grupy odeszła Clara. W styczniu 2014 Julia ogłosiła swoje odejście z zespołu na swojej stronie oficjalnej, która już nie istnieje. Potwierdziła, że grupa już nie występuje w starym składzie.

## Osiągnięcia
Zespół jest zdobywcą kilku prestiżowych nagród związanych z przemysłem muzycznym. Album Happy Nation został wpisany do Księgi Rekordów Guinnessa jako „Najlepiej Sprzedający się Debiutancki Album”. Łączny nakład Happy Nation i The Sign oszacowano na ponad 23 miliony na całym świecie. Album uplasował się na 1. miejscu list przebojów w przynajmniej 16 krajach, w tym m.in. takich jak:

- Argentyna
- Australia
- Kanada
- Chile
- Dania
- Francja
- Niemcy
- Grecja
- Węgry
- Izrael
- Japonia
- Nowa Zelandia
- Norwegia
- Portugalia
- Wielka Brytania
- Stany Zjednoczone[25]

W 1994 grupa została laureatem dwóch American Music Awards m.in. „Najlepszy Singel” dla „The Sign”, który zdobył również nagrodę Billboard Music Awards. dla najlepiej sprzedającego się singla roku 1994. W tym samym roku Ace of Base bł nominowany do Nagrody Grammy w kategorii „Najlepszy Nowy Zespół”, nagrodę zdobyła jednak Sheryl Crow.
Zespół ma w dorobku kilka wydawnictw posiadający certyfikaty nadane w Stanach Zjednoczonych przez RIAA. Są to:
| Data              | Album/singel       | Nagroda (RIAA)                                |
| ----------------- | ------------------ | --------------------------------------------- |
| 12 listopada 1993 | All That She Wants | platyna                                       |
| 6 kwietnia 1994   | The Sign           | platyna; nagroda BMI Million-Air award (2007) |
| 19 czerwca 1994   | Don’t Turn Around  | złoto                                         |
| 1 września 1998   | Cruel Summer       | złoto                                         |
| 21 maja 2002      | Happy Nation       | diament                                       |
| 21 maja 2002      | The Bridge         | 2x platyna                                    |

Ponadto składanka „The Sign: Home Video Collection” zdobyła status złotej płyty.
W Europie Ace of Base zdobył nagrodę „Najlepiej Sprzedający się Artysta Skandynawski” na World Music Awards w 1994, 1995, 1996 i 1997 w Monako. Zespół jest również laureatem nagrody World Music Awards w kategorii „Nowość w Świecie Popu” w 1994. Utwór „Life Is a Flower” był najczęściej nadawanym przez radia europejskie utworem w 1998.
W Wielkiej Brytanii singel „All That She Wants” sprzedał się w nakładzie ponad 600 000 kopii (był trzecim najlepiej sprzedającym się singlem w 1993). Dwanaście singli zespołu pojawiło się na liście UK Singles Chart, ponadto grupa dziesięciokrotnie wystąpiła w programie Top of the Pops.

## Dyskografia

### Albumy studyjne
| Data wydania      | Informacje |
| ----------------- | --- |
| 19 lutego 1993    | Happy Nation - Wytwórnia: Mega Records, PolyGram, Arista Records - Pozycje na listach: 1 (USA), 1 (GBR) - Single: „All That She Wants”, „Wheel of Fortune”, „Happy Nation”, „Waiting for Magic”, „The Sign”, „Don’t Turn Around”, „Living in Danger” - Certyfikat: 9x platyna (RIAA) - Liczba sprzedanych kopii: ponad 23 miliony - Format: CD, kaseta magnetofonowa, płyta gramofonowa           |
| 21 listopada 1995 | The Bridge - Wytwórnia: Mega Records, PolyGram, Arista Records - Pozycje na listach: 29 (USA), 66 (GBR), 8 (NIE), 4 (CH) - Single: „Lucky Love”, „Beautiful Life”, „Never Gonna Say I’m Sorry”, My Déjà Vu” - Certyfikat: 2x platyna (RIAA), złoto (ZPAV) - Liczba sprzedanych kopii: 6 milionów - Format: CD, kaseta magnetofonowa                                                               |
| 14 lipca 1998     | Flowers - Wytwórnia: Mega Records, PolyGram, Arista Records - Pozycje na listach: 101 (USA), 15 (GBR), 3 (NIE), 1 (CH) - Single: „Life Is a Flower”, „Cruel Summer”, „Whenever You’re Near Me”, „Always Have Always Will”, „Travel To Romantis”, „Everytime It Rains”, „Donnie”, „Cecilia”, „Tokyo Girl” - Certyfikat: – - Liczba sprzedanych kopii: 2 miliony - Format: CD, kaseta magnetofonowa |
| 30 września 2002  | Da Capo - Wytwórnia: Universal Music Group - Pozycje na listach: 40 (J), 48 (NIE), 23 (CH) - Single: „Beautiful Morning”, „The Juvenile”, „Unspeakable” - Certyfikat: – - Liczba sprzedanych kopii: ok. 500 tys. - Format: CD, kaseta magnetofonowa |

### Single
| Rok  | Singel                      | Pozycja | Pozycja | Pozycja | Pozycja | Pozycja | Pozycja | Pozycja | Pozycja | Pozycja | Pozycja | Pozycja | Album                                           |
| Rok  | Singel                      | GBR     | USA     | CAN     | AUS     | DEU     | AUT     | SWI     | FRA     | SWE     | DNK     | NOR     | Album                                           |
| ---- | --------------------------- | ------- | ------- | ------- | ------- | ------- | ------- | ------- | ------- | ------- | ------- | ------- | ----------------------------------------------- |
| 1992 | „All That She Wants”        | 1       | 2       | 2       | 1       | 1       | 1       | 1       | 2       | 3       | 2       | 2       | Happy Nation / The Sign                         |
| 1993 | „Wheel of Fortune”          | 20      | –       | –       | –       | 4       | 6       | 5       | 21      | 39      | 2       | 1       | Happy Nation / The Sign                         |
| 1993 | "Happy Nation”              | 40      | –       | –       | 80      | 7       | 6       | 23      | 1       | 4       | –       | 6       | Happy Nation / The Sign                         |
| 1993 | „Waiting for Magic”         | –       | –       | –       | –       | –       | –       | –       | –       | 19      | –       | –       | Happy Nation / The Sign                         |
| 1993 | „The Sign”                  | 2       | 1       | 1       | 1       | 1       | 3       | 4       | 5       | 2       | 3       | 5       | Happy Nation / The Sign                         |
| 1994 | „Don’t Turn Around”         | 5       | 4       | 1       | 19      | 6       | 8       | 14      | 17      | 11      | 9       | –       | Happy Nation / The Sign                         |
| 1994 | „Living in Danger”          | 18      | 20      | 4       | 103     | 23      | 19      | 26      | 36      | 15      | –       | –       | Happy Nation / The Sign                         |
| 1995 | „Lucky Love”                | 20      | 30      | 2       | 30      | 13      | 14      | 19      | 9       | 1       | 2       | 12      | The Bridge                                      |
| 1995 | "Beautiful Life”            | 15      | 15      | 1       | 11      | 20      | 24      | 33      | 10      | 22      | 2       | –       | The Bridge                                      |
| 1996 | „Never Gonna Say I’m Sorry” | –       | 106     | 53      | 79      | 44      | 38      | –       | 41      | 24      | 12      | –       | The Bridge                                      |
| 1998 | „Life Is a Flower”          | 5       | –       | –       | –       | 20      | 15      | 18      | 16      | 5       | 2       | 20      | Flowers                                         |
| 1998 | "Cruel Summer”              | 8       | 10      | 5       | 59      | 28      | 28      | 21      | 24      | 33      | 4       | –       | Flowers                                         |
| 1998 | „Whenever You’re Near Me”   | –       | 76      | 71      | –       | –       | –       | –       | –       | –       | –       | –       | Flowers                                         |
| 1998 | „Travel to Romantis”        | –       | –       | –       | –       | 61      | –       | –       | –       | 83      | –       | –       | Flowers                                         |
| 1998 | „Always Have Always Will”   | 12      | –       | –       | 61      | 47      | 29      | –       | –       | –       | –       | –       | Flowers                                         |
| 1999 | „Everytime It Rains”        | 22      | –       | –       | –       | –       | –       | –       | –       | –       | –       |         | Flowers                                         |
| 1999 | „C’est la vie (Always 21)”  | –       | –       | –       | –       | 64      | –       | 100     | –       | 38      | 17      | –       | Singles of the 90s                              |
| 2000 | "Hallo Hallo”               | –       | –       | –       | –       | 99      | –       | –       | –       | –       | –       | –       | Singles of the 90s                              |
| 2002 | „Beautiful Morning”         | –       | –       | –       | –       | 38      | 47      | 32      | –       | 14      | 18      | –       | Da Capo                                         |
| 2002 | „The Juvenile”              | –       | –       | –       | –       | 78      | –       | –       | –       | –       | –       | –       | Da Capo                                         |
| 2003 | "Unspeakable”               | –       | –       | –       | –       | 97      | –       | –       | –       | 45      | –       | –       | Da Capo                                         |
| 2008 | „Wheel of Fortune 2009”     | –       | –       | –       | –       | –       | –       | –       | –       | –       | –       | –       | Greatest Hits, Classic Remixes and Music Videos |

#### Single na pierwszych miejscach list przebojów
| Rok       | Singel               | Pozycja      | Pozycja   | Pozycja | Pozycja | Pozycja | Pozycja | Pozycja | Pozycja | Pozycja | Pozycja |
| Rok       | Singel               | U.S. Hot 100 | USA Dance | GBR     | CAN     | AUT     | DEU     | FRA     | SWE     | NOR     | ESP     |
| --------- | -------------------- | ------------ | --------- | ------- | ------- | ------- | ------- | ------- | ------- | ------- | ------- |
| 1993      | „All That She Wants” | 2            | 3         | 1       | 2       | 1       | 1       | 2       | 3       | 2       | 1       |
| 1993      | „Happy Nation”       | –            | –         | 40      | –       | 6       | 7       | 1       | 4       | 6       | 5       |
| 1994      | „The Sign”           | 1            | 13        | 2       | 1       | 3       | 1       | 5       | 2       | 5       | 1       |
| 1994      | „Don’t Turn Around”  | 4            | 36        | 5       | 1       | 8       | 6       | 17      | 11      | –       | –       |
| 1994      | „Living in Danger”   | 20           | 1         | 18      | 4       | 19      | 23      | 36      | 15      | –       | –       |
| 1995/1996 | „Lucky Love”         | 30           | 1         | 20      | 2       | 14      | 13      | 9       | 1       | 12      | –       |
| 1995/1996 | „Beautiful Life”     | 15           | 1         | 15      | 1       | 24      | 20      | 10      | 22      | –       | 6       |
| Razem     | Razem                | 1            | 3         | 1       | 3       | 1       | 2       | 1       | 1       | 0       | 2       |